# Han Jin-Sun
Han Jin-Sun es una deportista surcoreana que compitió en taekwondo. Ganó una medalla de plata en el Campeonato Mundial de Taekwondo de 2007, en la categoría de +72 kg.

## Palmarés internacional
| Campeonato Mundial | Campeonato Mundial | Campeonato Mundial | Campeonato Mundial |
| Año                | Lugar              | Medalla            | Categoría          |
| ------------------ | ------------------ | ------------------ | ------------------ |
| 2007               | Pekín (China)      | Medalla de plata   | +72 kg             |